# Corcova
Corcova – wieś w Rumunii, w okręgu Mehedinți, w gminie Corcova. W 2011 roku liczyła 1081 mieszkańców.